# Gare d'Hermé
La gare d'Hermé est une gare ferroviaire française de la ligne de Paris-Est à Mulhouse-Ville située sur le territoire de la commune de Hermé, dans le département de Seine-et-Marne en région Île-de-France.
Elle est mise en service en 1857 par la compagnie des chemins de fer de l'Est. La date de fermeture de la gare au service des voyageurs a eu lieu entre 1941 et 1956.

## Situation ferroviaire
Établie à 62 m d'altitude, la gare d'Hermé, était située au point kilométrique (PK) 99,551 de la ligne de Paris-Est à Mulhouse-Ville, entre les gares de Flamboin-Gouaix (fermée) et Melz (fermée).

## Histoire
La Compagnie du chemin de fer de Montereau à Troyes met en service la station lors de l'ouverture au service commercial, en 1845. La gare fut ensuite rattachée à la ligne de Paris-Est à Mulhouse-Ville, concédée à la Compagnie des chemins de fer de l'Est. La commune desservie n'avait que quelques centaines d'habitants et l'utilité de la gare n'allait plus être importante. 
En 1866, le prix des places pour Paris au départ de la station est de 11,20 fr en première classe, 8,40 fr en deuxième classe et 6,15 fr en troisième classe. En 1877, les tarifs passent à 12,30 fr en première classe, 9,20 fr en deuxième classe et 6,75 fr en troisième classe pour une distance de 100 km de la capitale.
La gare était desservie par les trains circulant entre Paris et les grandes villes de la ligne Paris-Mulhouse. Cependant sa situation lui permit d'être desservie par les trains de la ligne Provins-Troyes (feuille de Provins de 1887),.
La date de la fermeture de la gare au service des voyageurs n'est pas connue avec précision. On peut situer celle-ci entre 1941 et 1956 ; en effet, il est fait mention d'un chef de gare en 1937, Monsieur Goussard. La gare est encore desservie en 1941 (indicateur Chaix) mais n'est plus mentionnée dans l'indicateur Chaix de 1956. En 1990, dans le livre de René-Charles Plancke, « Histoire du Chemin de Fer de Seine-et-Marne », il est dit que celle-ci était fermée depuis plusieurs années. 
Il ne subsiste, en 1991, que l'emplacement de la gare.